# Isole Four Mountains
Le isole Four Mountains, o isole Quattro Montagne, sono un gruppo di isole che fanno parte dell'arcipelago delle Aleutine e appartengono all'Alaska (USA). Si trovano tra lo stretto Amukta e le isole Andreanof ad ovest, e lo stretto Samalga e le isole Fox ad est.
Si compongono di 7 isole (in ordine da ovest ad est): 
- Amukta
- Chagulak
- Yunaska
- Herbert
- Carlisle
- Chuginadak
- Uliaga
- Kagamil

Le due isole più grandi sono Yunaska e Chuginadak. Quest'ultima consiste nell'attivo vulcano Cleveland. Non hanno una popolazione permanente.

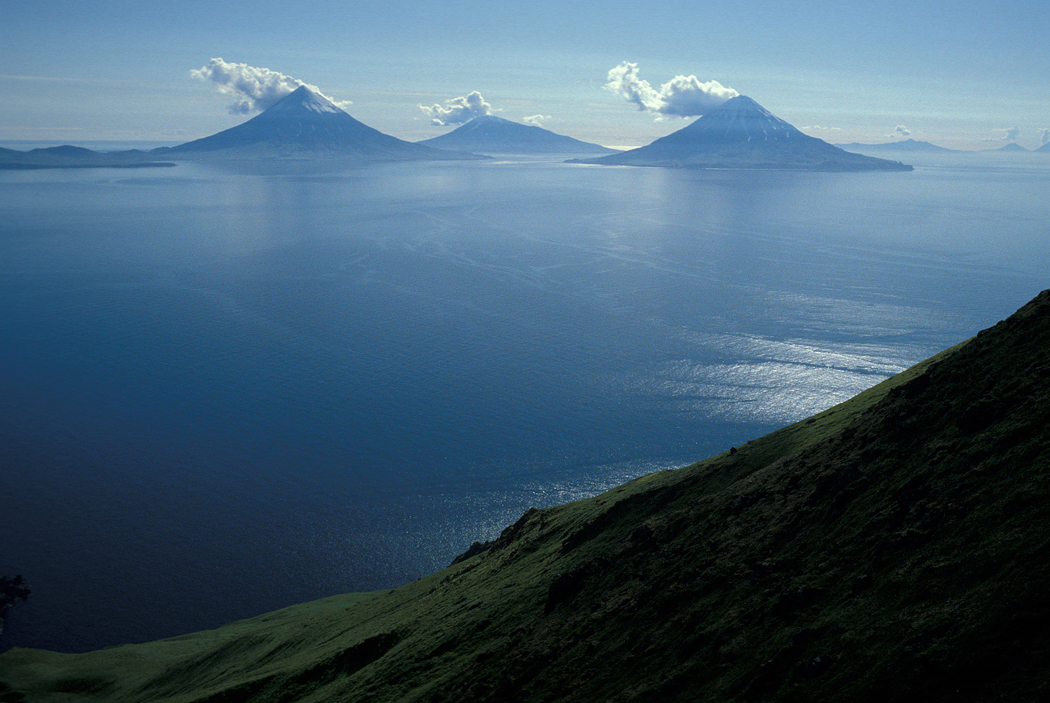
Le Four Mountains

## Storia
Il nome delle isole proviene dal russo Četyrëhsopočnye ostrova (Четырёхсопочные острова), che significa "isole dei quattro vulcani", e che fu dato loro dai primi esploratori russi.
Gli aleuti che abitavano queste isole da 5000 anni, le chiamavano Uniiĝun (che significa "luogo di nascita dei venti") e le considerano, soprattutto Kagamil, luogo d'origine del loro popolo.